# ريكاردو تشارلز
ريكاردو تشارلز (بالفرنسية: Ricardo Charles)‏ (4 يونيو 1983 بهايتي ) هو لاعب كرة قدم هايتي في مركز الهجوم. شارك مع منتخب هايتي لكرة القدم. أما مع النوادي، فقد لعب مع Victory SC ‏.

## وصلات خارجية
- ريكاردو تشارلز على موقع قاعدة بيانات كرة القدم.إي يو (الإنجليزية)
- ريكاردو تشارلز على موقع ناشيونال فوتبول تيمز (الإنجليزية)